# Gastón Campi
Gastón Matías Campi (Lanús, 6 de abril de 1991) es un futbolista argentino. Juega como defensor.Su actual equipo es Barcelona de Guayaquil con un contrato por dos temporadas para disputar la Serie A de Ecuador.

## Trayectoria

### Racing Club
Llegó a la sexta división de Racing luego de que el coordinador de inferiores Antonio Mur le diera el visto bueno a la dirigencia. Debutó contra en primera contra Olimpo, en el primer triunfo de Racing en el Torneo Inicial 2013. El 2 de noviembre de 2013, cuando el equipo académico solo había sumado dos puntos en todo el campeonato, en su segundo partido en primera, convirtió su primer gol contra Gimnasia y Esgrima La Plata y puso el 2 a 0, ganándose la titularidad en los siguientes cinco partidos y la confianza de Reinaldo "Mostaza" Merlo. En 2014 logró mantenerse en el equipo alternando con las nuevas incorporaciones del equipo. Marcó el gol del empate 3 a 3 ante Estudiantes de La Plata sobre la hora en Avellaneda. Luego contra Olimpo convirtió en el empate 1 a 1 con el que terminaría el partido.
A mitad de 2014 asumió como entrenador Diego Cocca y Campi, con la llegada de Ezequiel Videla y Nelson Acevedo, quedó relegado como cuarto mediocampista central. En el Campeonato de Primera División 2014 jugó un solo partido, entrando a finales del segundo tiempo contra San Lorenzo de Almagro, pero formó parte del plantel que se coronó campeón el 14 de diciembre de 2014 tras 13 años sin conquistas para Racing. En la Era Cocca sumó cuatro partidos jugados sin anotar goles.
En 2015 se confirmó la rotura de ligamentos cruzados de la rodilla derecha, que le demandaría al menos 6 meses de recuperación. Ya recuperado, el nuevo entrenador Facundo Sava le confirmó que lo tendría en cuenta para la próxima temporada. Su primer partido tras la lesión fue ante Estudiantes de La Plata, y el primero como titular frente a Newell's Old Boys, que terminó con derrota por 5 a 0.

### Reading F. C.
En julio de 2016 estuvo a prueba en el Reading F. C. de la FL Championship en pretemporada. Finalmente, el club decidió no ofrecle un contrato, por lo que regresó a Argentina.

### Atlético de Rafaela
Al no ser tenido en cuenta en Racing, acordó irse a préstamo a Atlético de Rafaela por un año y con opción de compra. Allí tuvo una temporada muy buena, en la que disputó los 29 partidos de titular y fue el jugador con más minutos del equipo.

### Estudiantes de La Plata
Finalizado el préstamo con Rafaela pasó a Estudiantes de La Plata.

### Chaves
En enero de 2019 el Desportivo Chaves logró su cesión hasta final de temporada.

### San Lorenzo
A mediados de 2022 se sumó al club de Boedo. Aunque al principio cuestionado y relegado al banco de suplentes por la presencia de jugadores como Cristian Zapata y Federico Gattoni, logró imponerse como líbero en la zaga central armada por Rubén Darío Insua, acompañado por los stoppers Rafael Pérez y Gastón Hernández; y usualmente por Gonzalo Lujan y la Roca Sánchez.
Se desempeña en diferentes posiciones en la cancha. Algunas de las posiciones que ocupó son las de volante defensivo por izquierda, líbero, lateral izquierdo, carrilero por izquierda, mediocampista de contención e interno por izquierda.

## Clubes
| Club                            | País      | Año       | Partidos | Goles |
| ------------------------------- | --------- | --------- | -------- | ----- |
| Racing Club                     | Argentina | 2013-2017 | 28       | 3     |
| Atlético de Rafaela (cedido)    | Argentina | 2016-2017 | 29       | 2     |
| Estudiantes (LP)                | Argentina | 2017-2019 | 41       | 1     |
| Desportivo de Chaves (cedido)   | Portugal  | 2019      | 16       | 2     |
| Trabzonspor                     | Turquía   | 2019-2021 | 39       | 1     |
| Fatih Karagümrük S. K. (cedido) | Turquía   | 2021      | 15       | 0     |
| F. C. Arouca                    | Portugal  | 2021-2022 | 6        | 0     |
| Yeni Malatyaspor                | Turquía   | 2022      | 14       | 0     |
| San Lorenzo                     | Argentina | 2022-2024 | 43       | 1     |

## Palmarés

### Títulos nacionales
| Título           | Club        | País      | Año  |
| ---------------- | ----------- | --------- | ---- |
| Primera División | Racing Club | Argentina | 2014 |
| Copa de Turquía  | Trabzonspor | Turquía   | 2020 |